# Prva hrvatska košarkaška liga 2014-2015
La Prva hrvatska košarkaška liga 2014-2015 è stata la 24ª edizione del massimo campionato croato di pallacanestro maschile. La vittoria finale è stata ad appannaggio del Cedevita.

## Risultati

### Stagione regolare

#### Prima fase
|     | Squadra              | G  | V  | P  | PF   | PS   | Pt. | Qualificazione      |
| --- | -------------------- | -- | -- | -- | ---- | ---- | --- | ------------------- |
| 1.  | KK Zagabria          | 20 | 15 | 5  | 1656 | 1452 | 35  | poule scudetto      |
| 2.  | Zabok                | 20 | 14 | 6  | 1489 | 1426 | 34  | poule scudetto      |
| 3.  | Građanski Šibenik    | 20 | 14 | 6  | 1576 | 1515 | 34  | poule scudetto      |
| 4.  | Kvarner 2010         | 20 | 13 | 7  | 1640 | 1511 | 33  | poule scudetto      |
| 5.  | Alkar                | 20 | 11 | 9  | 1496 | 1467 | 31  | poule scudetto      |
| 6.  | Jolly Šibenik        | 20 | 11 | 9  | 1437 | 1427 | 31  | poule retrocessione |
| 7.  | Spalato              | 20 | 8  | 12 | 1463 | 1464 | 28  | poule retrocessione |
| 8.  | Kaštela              | 20 | 8  | 12 | 1600 | 1666 | 28  | poule retrocessione |
| 9.  | Gorica               | 20 | 7  | 13 | 1539 | 1581 | 26  | poule retrocessione |
| 10. | Vrijednosnice Osijek | 20 | 7  | 13 | 1413 | 1498 | 26  | poule retrocessione |
| 11. | Brod                 | 20 | 2  | 18 | 708  | 1002 | 22  |                     |

#### Seconda fase
|    | Squadra           | G  | V  | P  | PF   | PS   | Pt. | Qualificazione |
| -- | ----------------- | -- | -- | -- | ---- | ---- | --- | -------------- |
| 1. | Cedevita          | 14 | 12 | 2  | 1260 | 954  | 26  | playoffs       |
| 2. | Cibona Zagabria   | 14 | 11 | 3  | 1143 | 988  | 25  | playoffs       |
| 3. | Zara              | 14 | 10 | 4  | 1087 | 960  | 24  | playoffs       |
| 4. | KK Zagabria       | 14 | 7  | 7  | 1107 | 1135 | 21  | playoffs       |
| 5. | Građanski Šibenik | 14 | 7  | 7  | 1055 | 1086 | 21  |                |
| 6. | Kvarner 2010      | 14 | 5  | 9  | 1072 | 1141 | 19  |                |
| 7. | Zabok             | 14 | 2  | 12 | 963  | 1192 | 16  |                |
| 8. | Alkar             | 14 | 2  | 12 | 908  | 1139 | 16  |                |

#### Poule retrocessione
Girone retrocessione
|    | Squadra              | G  | V  | P | PF   | PS   | Pt. | Qualificazione          |
| -- | -------------------- | -- | -- | - | ---- | ---- | --- | ----------------------- |
| 1. | Jolly Šibenik        | 16 | 10 | 6 | 1297 | 1221 | 26  |                         |
| 2. | Gorica               | 16 | 8  | 8 | 1377 | 1381 | 24  |                         |
| 3. | Kaštela              | 16 | 8  | 8 | 1307 | 1382 | 24  |                         |
| 4. | Vrijednosnice Osijek | 16 | 7  | 9 | 1255 | 1284 | 23  |                         |
| 5. | Spalato              | 16 | 7  | 9 | 1240 | 1208 | 23  | spareggio retrocessione |

Girone promozione
|    | Squadra          | G | V | P | PF  | PS  | Pt. | Qualificazione       |
| -- | ---------------- | - | - | - | --- | --- | --- | -------------------- |
| 1. | Škrljevo         | 8 | 6 | 2 | 692 | 574 | 14  | promossa in A1 Liga  |
| 2. | Hermes Analitica | 8 | 6 | 2 | 724 | 661 | 14  | spareggio promozione |
| 3. | Jazine Zara      | 8 | 4 | 4 | 680 | 637 | 12  |                      |
| 4. | Podravac         | 8 | 4 | 4 | 627 | 642 | 12  |                      |
| 5. | Požega           | 8 | 0 | 8 | 540 | 749 | 8   |                      |

Spareggio promozione/retrocessione
| Squadra 1 | Totale    | Squadra 2        | Andata   | Ritorno |
| --------- | --------- | ---------------- | -------- | ------- |
| Spalato   | 194 - 169 | Hermes Analitica | 103 - 90 | 91 - 79 |

### Playoff
|  | Semifinali | Semifinali      | Semifinali |                 |    | Finale   | Finale | Finale |  |
|  |            |                 |            |                 |    |          |        |        |  |
|  | 1.         | Cedevita        | 2          |                 |    |          |        |        |  |
|  | 1.         | Cedevita        | 2          |                 |    |          |        |        |  |
|  | 4.         | KK Zagabria     | 0          |                 |    |          |        |        |  |
|  | 4.         | KK Zagabria     | 0          |                 | 1. | Cedevita | 3      |        |  |
|  |            |                 |            |                 | 1. | Cedevita | 3      |        |  |
|  |            |                 | 2.         | Cibona Zagabria | 1  |          |        |        |  |
|  | 2.         | Cibona Zagabria | 2.         | Cibona Zagabria | 1  | 2        |        |        |  |
|  | 2.         | Cibona Zagabria |            |                 |    |          |        |        |  |
|  | 3.         | Zara            | 0          |                 |    |          |        |        |  |

| Prva hrvatska košarkaška liga 2014-2015 |
| --------------------------------------- |
| Cedevita 2º titolo                      |

## Squadra vincitrice
| N° | Naz.                            | Ruolo | Sportivo        |      | Alt. |  |
| -- | ------------------------------- | ----- | --------------- | ---- | ---- |  |
| 4  | Croazia (bandiera)              | A     | Lovro Mazalin   | 1997 | 203  |  |
| 5  | Croazia (bandiera)              | C     | Tomislav Zubčić | 1990 | 208  |  |
| 6  | Croazia (bandiera)              | C     | Stanko Barać    | 1986 | 217  |  |
| 7  | Croazia (bandiera)              | A     | Ivan Ramljak    | 1990 | 203  |  |
| 8  | Croazia (bandiera)              | G     | Fran Pilepić    | 1989 | 193  |  |
| 9  | Croazia (bandiera)              | AP    | Luka Babić      | 1991 | 200  |  |
| 10 | Croazia (bandiera)              | G     | Ante Delaš      | 1988 | 200  |  |
| 11 | Croazia (bandiera)              | AC    | Karlo Žganec    | 1995 | 206  |  |
| 15 | Croazia (bandiera)              | C     | Miro Bilan      | 1989 | 213  |  |
| 17 | Croazia (bandiera)              | AG    | Mario Delaš     | 1990 | 204  |  |
| 20 | Bosnia ed Erzegovina (bandiera) | P     | Nemanja Gordić  | 1988 | 192  |  |
| 32 | Croazia (bandiera)              | P     | Roko Ukić       | 1984 | 196  |  |
| 33 | Croazia (bandiera)              | G     | Marko Tomas     | 1985 | 201  |  |
| 34 | Croazia (bandiera)              | C     | Markus Lončar   | 1996 | 11   |  |
| 35 | Croazia (bandiera)              | AG    | Marko Arapović  | 1996 | 203  |  |
|    | Croazia (bandiera)              | All.  | Jasmin Repeša   |      |      |  |